# India ai Giochi della XXX Olimpiade
L'India partecipò ai Giochi della XXX Olimpiade, svoltisi a Londra, Regno Unito, dal 27 luglio al 12 agosto 2012, con una delegazione di 81 atleti impegnati in tredici discipline.

## Medaglie

### Medagliere per disciplina
| Sport     | Oro | Argento | Bronzo | Totale |
| --------- | --- | ------- | ------ | ------ |
| Tiro      | 0   | 1       | 1      | 2      |
| Lotta     | 0   | 1       | 1      | 2      |
| Badminton | 0   | 0       | 1      | 1      |
| Pugilato  | 0   | 0       | 1      | 1      |
| Totale    | 0   | 2       | 4      | 6      |

### Medaglie d'argento
| Medaglia | Nome         | Sport | Evento                           |
| -------- | ------------ | ----- | -------------------------------- |
| Argento  | Vijay Kumar  | Tiro  | Pistola 25 m automatica maschile |
| Argento  | Sushil Kumar | Lotta | Lotta libera - 66 kg maschile    |

### Medaglie di bronzo
| Medaglia | Nome           | Sport     | Evento                                |
| -------- | -------------- | --------- | ------------------------------------- |
| Bronzo   | Gagan Narang   | Tiro      | Carabina 10 m aria compressa maschile |
| Bronzo   | Saina Nehwal   | Badminton | Singolo femminile                     |
| Bronzo   | Mary Kom       | Pugilato  | Pesi mosca femminile                  |
| Bronzo   | Yogeshwar Dutt | Lotta     | Lotta libera - 60 kg maschile         |